# Soemõisa
Soemõisa – wieś w Estonii, w prowincji Võru, w gminie Rõuge.